# Манфред Ајген
Манфред Ајген (9. мај 1927 — 6. фебруар 2019) био је немачки биофизичар који је 1967. године добио Нобелову награду за хемију за рад на мерењу брзих хемијских реакција.
Ајгеново истраживање помогло је у решавању великих проблема у физичкој хемији и помогло је у разумевању хемијских процеса који се јављају у живим организмима.
У каснијим годинама, истраживао је биохемијске корене живота и еволуције. Радио је на инсталирању мултидисциплинарног програма на Институту Макс Планк за проучавање основа живота на молекуларном нивоу. Његов рад је поздрављен због стварања нове научне и технолошке дисциплине: еволуционарна биотехнологија.

## Образовање и младост
Ајген је рођен 9. маја 1927. у Бохуму,  као син Хедвиге (Фелд) и Ернста Ајгена, камерног музичара. Као дете развио је дубоку страст према музици и студирао је клавир.
Други светски рат прекинуо је његово формално образовање. Са петнаест година позван је на службу у немачку противавионску јединицу. Совјети су га заробили пред крај рата. Успео је да побегне (касније је рекао да је бежање било релативно лако), и препешачио стотине километара преко поражене Немачке, стигавши у Гетинген 1945. године. Недостајала му је потребна документација за пријем на универзитет, али је примљен након што је своје знање показао на испиту. Ушао је у прву послератну наставу на универзитету.
Ајген је желео да студира физику, али пошто су повратници који су претходно били уписани добили приоритет, уписао се на геофизику. Стекао је основну диплому и уписао постдипломске студије природних наука. Један од његових саветника био је Вернер Хајзенберг, запажени заговорник принципа неодређености. Докторирао је 1951. године.

## Каријера и истраживање
Ајген је докторирао на Универзитету у Гетингену 1951. под надзором Арнолда Ојкена. Године 1964. представио је резултате свог истраживања на састанку Фарадејевог друштва у Лондону. Његова открића су први пут показала да је могуће одредити брзине хемијских реакција које су се дешавале у временским интервалима кратким попут наносекунде.
Почев од 1953. године, Ајген је радио на Институту за физичку хемију Макс Планк у Гетингену, поставши директор 1964. године и придружио га је Макс Планк Институту за спектроскопију да би формирао Макс Планк Институт за биофизичку хемију. Био је почасни професор Технолошког универзитета у Брауншвајгу. Од 1982. до 1993. године, Ајген је био председник Немачке националне фондације за заслуге. Ајген је био члан одбора спонзора Билтена атомских научника. 
1967. године Ајген је, заједно са Роналдом Џорџом Рејфорд Норишом и Џорџом Портером, добио Нобелову награду за хемију, за своје студије изузетно брзих хемијских реакција изазваних као одговор на врло кратке импулсе енергије.
Поред тога, Ајгеново име повезано је са теоријом квази-врста, прагом грешке, катастрофом грешке, Ајгеновим парадоксом и хемијским хиперциклусом, цикличним повезивањем реакционих циклуса као објашњењем самоорганизације абиогенезе, које је описао са Петером Шустером 1977.  
Ајген је основао две компаније за биотехнологију, Евотек и Дирево.
Ајген је 1981. године постао један од оснивача Светског културног савета.
Био је члан Папске академије наука иако је био атеиста. Умро је 6. фебруара 2019. у 91. години.   

## Лични живот
Ајген је био ожењен са Елфридом Милер. Имали су двоје деце, дечака и девојчицу. Касније се оженио са Рутхилдом Винклер-Осватич, дугогодишњом научном сарадницом.

## Почасти и награде
Ајген је за своја истраживања освојио бројне награде, укључујући следеће:
- Награда Ото Хан (1962)[23]
- Нобелова награда за хемију (1967), дели са Роналдом Џорџом Рајфорд Норишом и Џорџом Портером, за свој рад на кинети екстремно брзих хемијских реакција са методама релаксације[24]
- Члан Совјетске академије наука (данас Руске академије наука) (1976) [25]
- Изабран за страног члана Краљевског друштва 1973.
- Орден за заслуге (Плави Макс) (1973)[26]
- Награда за предавање Фарадеј од Краљевског друштва за хемију 1977. године
- Аустријски орден за науку и уметност[27]
- Државна награда за науку Доње Саксоније (1980)[28]
- Награда Пол Ерлих и Лудвиг Дармштетер (1992)
- Хелмхолцова медаља (Берлин-Бранденбург Академија наука и хуманости, 1994)
- Награда за истраживање Макс Планк (1994), заједно са Рудолфом Риглером из Каролинска института[29]
- Почасни члан Универзитета Рур у Бохуму (2001)[30]
- Награда за животно дело Института за хуману вирусологију у Балтимору (2005)
- Медаља Вилхелм Екснер (2011)[31]

### Почасни докторати
Добио је 15 почасних доктората.

### Некролози
- Slotnik, Daniel E. (14. 2. 2019). „Nobel winner put a clock to chemicals”. Honolulu Star-Advertiser. Honolulu. стр. B6. Приступљено 20. 5. 2020 — преко Newspapers.com.
- Weil, Martin (12. 2. 2019). „Manfred Eigen, 91, shared '67 Nobel Prize in chemistry”. The Boston Globe. Boston. стр. C9. Приступљено 20. 5. 2020 — преко Newspapers.com.